# نیوکی‌یاما (کالیفرنیا)
نیوکی‌یاما (به انگلیسی: New Cuyama) یک منطقهٔ مسکونی در ایالات متحده آمریکا است که در شهرستان سانتا باربارا، کالیفرنیا واقع شده‌است. نیوکی‌یاما ۱٫۸۲۷ کیلومتر مربع مساحت و ۵۱۷ نفر جمعیت دارد و ۶۵۵٫۳۳ متر بالاتر از سطح دریا واقع شده‌است.